# Fußball-Europameisterschaft der Frauen 2009/Gruppe C
| Pl. | Land     | Sp. | S | U | N | Tore    | Diff. | Punkte |
| --- | -------- | --- | - | - | - | ------- | ----- | ------ |
| 1.  | Schweden | 3   | 2 | 1 | 0 | 006:100 | +5    | 07     |
| 2.  | Italien  | 3   | 2 | 0 | 1 | 004:300 | +1    | 06     |
| 3.  | England  | 3   | 1 | 1 | 1 | 005:500 | ±0    | 04     |
| 4.  | Russland | 3   | 0 | 0 | 3 | 002:800 | −6    | 0      |

Resultate der Gruppe C bei der Fußball-Europameisterschaft der Frauen 2009:

## England – Italien 1:2 (1:0)
| England                                                        | England | Italien | Italien |
| -------------------------------------------------------------- | --- | --- | ------- |
| England                                                        | \| 25. August 2009, 17:30 Uhr (Ortszeit) in Lahti (Lahti-Stadion) \| \| Zuschauer: 2.950[1] \| \| Schiedsrichterin: Bibiana Steinhaus ( Deutschland) \|                                                                                      | \| 25. August 2009, 17:30 Uhr (Ortszeit) in Lahti (Lahti-Stadion) \| \| Zuschauer: 2.950[1] \| \| Schiedsrichterin: Bibiana Steinhaus ( Deutschland) \| | Italien |
| England                                                        | Rachel Brown – Alex Scott, Anita Asante (73. Rachel Unitt), Faye White , Casey Stoney – Katie Chapman, Jill Scott, Karen Carney, Sue Smith (85. Lianne Sanderson), Fara Williams – Eniola Aluko (46. Kelly Smith) Cheftrainerin: Hope Powell | Anna Maria Picarelli – Roberta D’Adda, Viviana Schiavi, Sara Gama, Elisabetta Tona – Alessia Tuttino, Giulia Domenichetti (53. Alice Parisi), Tatiana Zorri – Melania Gabbiadini (90.+2' Raffaella Manieri), Carolina Pini (77. Alia Guagni), Patrizia Panico Cheftrainer: Pietro Ghedin | Italien |
| England                                                        | 1:0 Fara Williams (38., Foulelfmeter) | 1:1 Patrizia Panico (56.) 1:2 Alessia Tuttino (82.) | Italien |
| England                                                        | Fara Williams | Roberta D’Adda | Italien |
| England                                                        | Casey Stoney (28., Notbremse) | | Italien |
| England                                                        | Spieler des Spiels: Melania Gabbiadini (Italien) | | Italien |
| 25. August 2009, 17:30 Uhr (Ortszeit) in Lahti (Lahti-Stadion) | | |         |
| Zuschauer: 2.950                                               | | |         |
| Schiedsrichterin: Bibiana Steinhaus ( Deutschland)             | | |         |

## Schweden – Russland 3:0 (2:0)
| Schweden                                                       | Schweden | Russland | Russland |
| -------------------------------------------------------------- | --- | --- | -------- |
| Schweden                                                       | \| 25. August 2009, 20:00 Uhr (Ortszeit) in Turku (Turku-Stadion) \| \| Zuschauer: 4.697[2] \| \| Schiedsrichterin: Kirsi Heikkinen ( Finnland) \| | \| 25. August 2009, 20:00 Uhr (Ortszeit) in Turku (Turku-Stadion) \| \| Zuschauer: 4.697[2] \| \| Schiedsrichterin: Kirsi Heikkinen ( Finnland) \| | Russland |
| Schweden                                                       | Hedvig Lindahl – Anna Paulson, Sara Larsson, Charlotte Rohlin, Sara Thunebro – Caroline Seger, Lisa Dahlkvist (69. Linnea Liljegärd), Kosovare Asllani (76. Lina Nilsson), Therese Sjögran – Lotta Schelin, Victoria Sandell Svensson (87. Nilla Fischer) Cheftrainer: Thomas Dennerby | Jelena Kotschnewa – Olga Porjadina, Natalja Perzewa, Xenija Zybutowitsch, Oxana Schmatschkowa – Tatjana Skotnikowa (87. Nadeschda Chartschenko), Jelena Fomina, Jelena Morosowa, Walentina Sawtschenkowa – Olessja Kurotschkina (46. Jelena Danilowa), Olga Petrowa (62. Jelena Terechowa) Cheftrainer: Igor Schalimow | Russland |
| Schweden                                                       | 1:0 Charlotte Rohlin (5.) 2:0 Victoria Sandell Svensson (15.) 3:0 Caroline Seger (82.) | | Russland |
| Schweden                                                       | Spieler des Spiels: Therese Sjögran (Schweden) | | Russland |
| 25. August 2009, 20:00 Uhr (Ortszeit) in Turku (Turku-Stadion) | | |          |
| Zuschauer: 4.697                                               | | |          |
| Schiedsrichterin: Kirsi Heikkinen ( Finnland)                  | | |          |

## Italien – Schweden 0:2 (0:2)
| Italien                                                        | Italien | Schweden | Schweden |
| -------------------------------------------------------------- | --- | --- | -------- |
| Italien                                                        | \| 28. August 2009, 17:30 Uhr (Ortszeit) in Turku (Turku-Stadion) \| \| Zuschauer: 5.947[4] \| \| Schiedsrichterin: Bibiana Steinhaus ( Deutschland) \| | \| 28. August 2009, 17:30 Uhr (Ortszeit) in Turku (Turku-Stadion) \| \| Zuschauer: 5.947[4] \| \| Schiedsrichterin: Bibiana Steinhaus ( Deutschland) \| | Schweden |
| Italien                                                        | Anna Maria Picarelli – Roberta D’Adda, Elisabetta Tona, Viviana Schiavi, Sara Gama – Giulia Domenichetti, Alessia Tuttino, Tatiana Zorri (75. Alice Parisi) – Melania Gabbiadini (69. Silvia Fuselli), Patrizia Panico , Carolina Pini Cheftrainer: Pietro Ghedin | Hedvig Lindahl – Anna Paulson, Stina Segerström, Charlotte Rohlin, Sara Thunebro – Caroline Seger, Lisa Dahlkvist (66. Nilla Fischer), Kosovare Asllani (79. Linnea Liljegärd), Therese Sjögran (89. Louise Fors) – Lotta Schelin, Victoria Sandell Svensson Cheftrainer: Thomas Dennerby | Schweden |
| Italien                                                        | 0:1 Lotta Schelin (9.) 0:2 Kosovare Asllani (19.) | | Schweden |
| Italien                                                        | Nilla Fischer | | Schweden |
| Italien                                                        | Spieler des Spiels: Caroline Seger (Schweden) | | Schweden |
| 28. August 2009, 17:30 Uhr (Ortszeit) in Turku (Turku-Stadion) | | |          |
| Zuschauer: 5.947                                               | | |          |
| Schiedsrichterin: Bibiana Steinhaus ( Deutschland)             | | |          |

## England – Russland 3:2 (3:2)
| England                                                            | England | Russland | Russland |
| ------------------------------------------------------------------ | --- | --- | -------- |
| England                                                            | \| 28. August 2009, 20:00 Uhr (Ortszeit) in Helsinki (Fußballstadion) \| \| Zuschauer: 1.462[6] \| \| Schiedsrichterin: Dagmar Damková ( Tschechien) \|                                                   | \| 28. August 2009, 20:00 Uhr (Ortszeit) in Helsinki (Fußballstadion) \| \| Zuschauer: 1.462[6] \| \| Schiedsrichterin: Dagmar Damková ( Tschechien) \| | Russland |
| England                                                            | Rachel Brown – Alex Scott, Faye White , Lindsay Johnson, Rachel Unitt – Katie Chapman, Fara Williams, Karen Carney, Kelly Smith, Sue Smith (66. Jessica Clarke) – Eniola Aluko Cheftrainerin: Hope Powell | Jelena Kotschnewa – Olga Porjadina (90. Nadeschda Myskiw), Xenija Zybutowitsch, Natalja Perzewa, Oxana Schmatschkowa – Tatjana Skotnikowa , Jelena Fomina (76. Natalja Barbaschina), Jelena Morosowa, Walentina Sawtschenkowa – Olessja Kurotschkina, Jelena Danilowa (43. Olga Petrowa) Cheftrainer: Igor Schalimow | Russland |
| England                                                            | 1:2 Karen Carney (24.) 2:2 Eniola Aluko (32.) 3:2 Kelly Smith (42.) | 0:1 Xenija Zybutowitsch (2.) 0:2 Olessja Kurotschkina (22.) | Russland |
| England                                                            | Spieler des Spiels: Kelly Smith (England) | | Russland |
| 28. August 2009, 20:00 Uhr (Ortszeit) in Helsinki (Fußballstadion) | | |          |
| Zuschauer: 1.462                                                   | | |          |
| Schiedsrichterin: Dagmar Damková ( Tschechien)                     | | |          |

## Russland – Italien 0:2 (0:0)
| Russland                                                           | Russland | Italien | Italien |
| ------------------------------------------------------------------ | --- | --- | ------- |
| Russland                                                           | \| 31. August 2009, 19:00 Uhr (Ortszeit) in Helsinki (Olympiastadion) \| \| Zuschauer: 1.112[8] \| \| Schiedsrichterin: Gyöngyi Gaál ( Ungarn) \| | \| 31. August 2009, 19:00 Uhr (Ortszeit) in Helsinki (Olympiastadion) \| \| Zuschauer: 1.112[8] \| \| Schiedsrichterin: Gyöngyi Gaál ( Ungarn) \| | Italien |
| Russland                                                           | Elwira Todua – Olga Porjadina (60. Jelena Danilowa), Anna Koschnikowa, Xenija Zybutowitsch, Natalja Perzewa – Jelena Fomina, Tatjana Skotnikowa (46. Jekaterina Sotschnewa), Jelena Morosowa, Walentina Sawtschenkowa (68. Natalja Barbaschina) – Olga Petrowa, Olessja Kurotschkina Cheftrainer: Igor Schalimow | Anna Maria Picarelli – Roberta D’Adda, Elisabetta Tona, Viviana Schiavi, Sara Gama – Marta Carissimi, Giulia Domenichetti, Alessia Tuttino (74. Tatiana Zorri) – Melania Gabbiadini, Patrizia Panico , Carolina Pini (64. Alia Guagni) Cheftrainer: Pietro Ghedin | Italien |
| Russland                                                           | 0:1 Melania Gabbiadini (77.) 0:2 Tatiana Zorri (90.+3') | | Italien |
| Russland                                                           | Natalja Perzewa, Xenija Zybutowitsch | Marta Carissimi | Italien |
| Russland                                                           | Spieler des Spiels: Melania Gabbiadini (Italien) | | Italien |
| 31. August 2009, 19:00 Uhr (Ortszeit) in Helsinki (Olympiastadion) | | |         |
| Zuschauer: 1.112                                                   | | |         |
| Schiedsrichterin: Gyöngyi Gaál ( Ungarn)                           | | |         |

## Schweden – England 1:1 (1:1)
| Schweden                                                       | Schweden | England | England |
| -------------------------------------------------------------- | --- | --- | ------- |
| Schweden                                                       | \| 31. August 2009, 19:00 Uhr (Ortszeit) in Turku (Turku-Stadion) \| \| Zuschauer: 6.142[9] \| \| Schiedsrichterin: Kateryna Monsul ( Ukraine) \| | \| 31. August 2009, 19:00 Uhr (Ortszeit) in Turku (Turku-Stadion) \| \| Zuschauer: 6.142[9] \| \| Schiedsrichterin: Kateryna Monsul ( Ukraine) \|                                                                                 | England |
| Schweden                                                       | Hedvig Lindahl – Anna Paulson, Stina Segerström, Charlotte Rohlin, Sara Thunebro – Caroline Seger, Lisa Dahlkvist (60. Jessica Landström), Kosovare Asllani (68. Lina Nilsson), Therese Sjögran – Lotta Schelin (90.+3' Sara Lindén), Victoria Sandell Svensson Cheftrainer: Thomas Dennerby | Rachel Brown – Alex Scott, Faye White , Lindsay Johnson, Casey Stoney – Katie Chapman, Fara Williams, Karen Carney, Kelly Smith, Sue Smith (90.+1' Jessica Clarke) – Eniola Aluko (65. Emily Westwood) Cheftrainerin: Hope Powell | England |
| Schweden                                                       | 1:1 Victoria Sandell Svensson (40., Foulelfmeter) | 0:1 Faye White (28.) | England |
| Schweden                                                       | Therese Sjögran, Kosovare Asllani | | England |
| Schweden                                                       | England übersteht erstmals eine EM-Vorrunde | | England |
| Schweden                                                       | Spieler des Spiels: Faye White (England) | | England |
| 31. August 2009, 19:00 Uhr (Ortszeit) in Turku (Turku-Stadion) | | |         |
| Zuschauer: 6.142                                               | | |         |
| Schiedsrichterin: Kateryna Monsul ( Ukraine)                   | | |         |